# 特奥多尔·施托姆
漢斯·狄奧多·沃爾德森·史篤姆（德語：Hans Theodor Woldsen Storm，發音：[ˈteːodoːɐ̯ ˈʃtɔʁm] ⓘ；1817年9月14日—1888年7月4日），德國作家。

## 生平
狄奧多·史篤姆出生於石勒蘇益格公國西邊海岸的小鎮胡蘇姆。他的父母是約翰·卡西米爾·史篤姆（Johann Casimir Storm，1790年－1874年）和露西·史篤姆（Lucie Storm，1797年－1879年），二人都是律師。
狄奧多·史篤姆在胡蘇姆和呂貝克就學，於基爾和柏林學習法律。雖然狄奧多·史篤姆是一個法律系學生，他與兄弟蒂乔（Tycho）和特奥多尔·蒙森出版了第一本詩集。
狄奧多·史篤姆從1843年直到1852年，在他的家鄉胡蘇姆擔任律師。在1853年，狄奧多·史篤姆移到波茨坦，在1856年搬到圖林根海利根施塔特。1865年，他回到了胡蘇姆。在1880年，狄奧多·史篤姆搬到哈讷劳-哈德马申，在那裡度過了一生的最後幾年，狄奧多·史篤姆70歲時死於癌症。

## 評價
狄奧多·史篤姆是19世紀德國現實主義文學最重要的作家之一。他寫了許多故事，詩歌和中篇小說。

## 作品
- 茵夢湖
- 白馬騎士